# Анійчин Марія Романівна
Марі́я Рома́нівна Ані́йчин (* 2007) — українська лижниця. Бронзова призерка чемпіонату світу.

## З життєпису
Народилась 2007 року в місті Івано-Франківськ. Дебютувала на міжнародних змаганнях 2023 року. На чемпіонаті Литви-2023 (Друскінінкай) здобула перемоги у слоупстайлі та біг-ейрі в обидвох вікових категоріях — дорослій та юніорській.
Представляла Україну на Зимовій Юнацькій Олімпіаді-2024, посіла восьме місце у біг-ейрі; брала участь у змаганнях з фристайлу та слоупстайлу. Здобула для України першу в історії медаль з фристайлу на Чемпіонаті світу серед юніорів-2024, який проходив у Лівіньйо.
2024 року посіла перше місце на Кубку Європи FIS з фристайлу 2023—2024, який проходив у Котельниці-Бяльчанській.
У 2025 році на зимовій Універсіаді в Турині (Італія) здобула срібну медаль серед жінок у біг-ейрі.